# The Headless Children
The Headless Children es el cuarto álbum de estudio de la banda estadounidense de heavy metal W.A.S.P., lanzado por Capitol Records en 1989. 

## Detalles
"The Headless Children" muestra un nuevo nivel de madurez de la banda en comparación con sus tres álbumes anteriores, que tenían letras estereotipadas de "rock and roll". La política y las cuestiones sociales son ahora un tema central. 
La portada, basada en "Gateway to Stalingrad", una caricatura de Daniel R. Fitzpatrick, muestra una serie de personajes históricos que incluyen a Iósif Stalin, Adolf Hitler, Heinrich Himmler, Benito Mussolini, Charles Manson, Al Capone y el Ku Klux Klan, entre otros, con una imagen de Jack Ruby disparando a Lee Harvey Oswald. 

## Lista de canciones
1. "The Heretic (The Lost Child)" (Blackie Lawless, Chris Holmes) – 7:22
2. "The Real Me" (Pete Townshend) – 3:20
3. "The Headless Children" – 5:46
4. "Thunderhead" (Lawless, Holmes) – 6:49
5. "Mean Man" – 4:47
6. "The Neutron Bomber" – 4:10
7. "Mephisto Waltz" – 1:28
8. "Forever Free" – 5:08
9. "Maneater" – 4:46
10. "Rebel in the F.D.G." – 5:08

## Miembros
- Blackie Lawless: Voz, guitarra
- Chris Holmes: Guitarra
- Johnny Rod: Bajo
- Frankie Banali: Drums

## Sencillos
- «The Real Me»
- «Mean Man»
- «Forever Free»